# مترو مرسين
مترو مرسين هو نظام سكك حديدية في مدينة مرسين في تركيا قيد الإنشاء. بدأت أعمال البناء في 3 يناير 2022. ومن المقرر أن يستغرق وقت البناء 48 شهراً.
قالب:Infobox Public transit